# St.-Christophorus-Kirche (Breitenhagen)

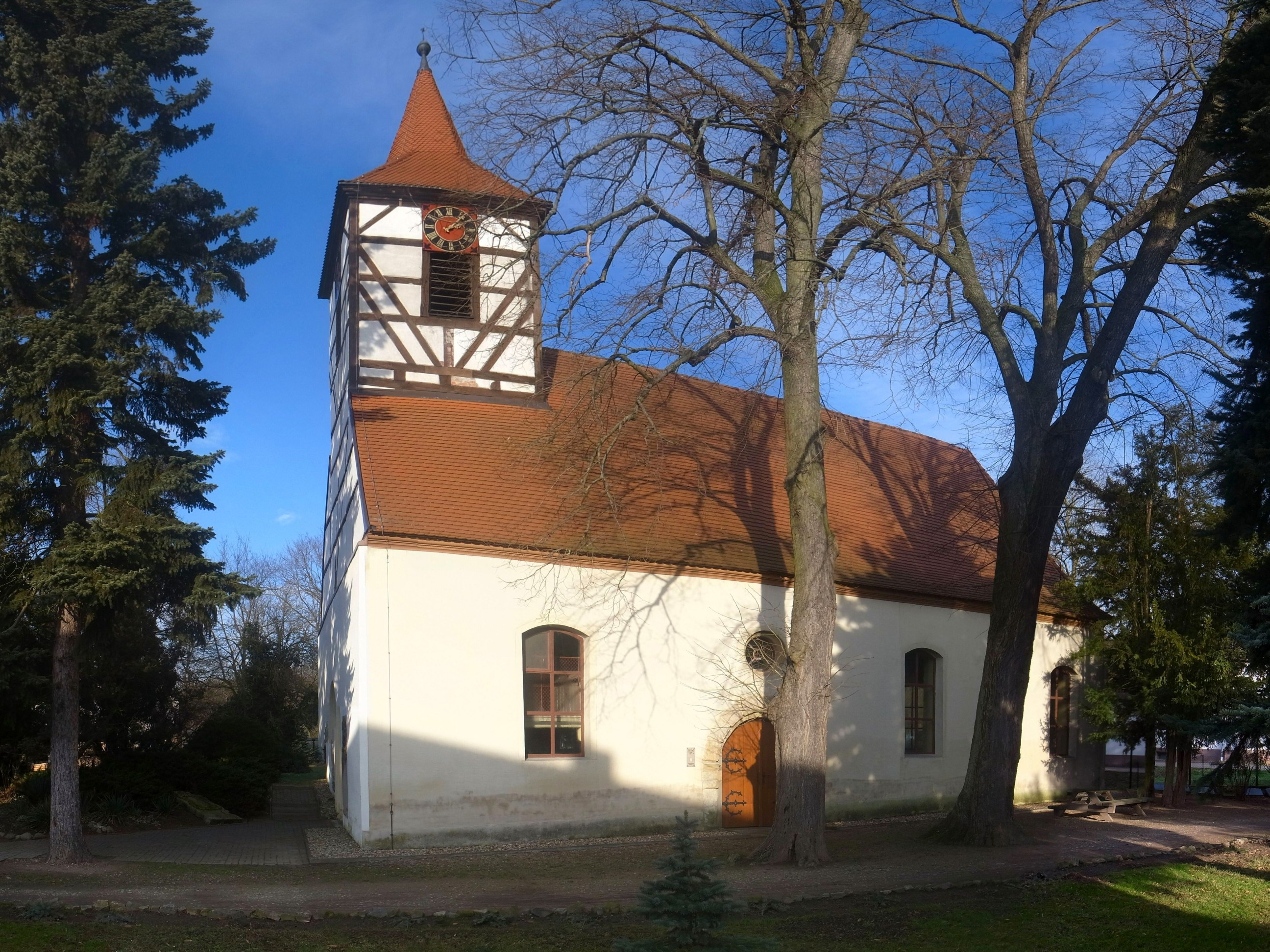
Südansicht (2015)

Die evangelische St.-Christophorus-Kirche steht im Barbyer Stadtteil Breitenhagen im Salzlandkreis in Sachsen-Anhalt. 

## Beschreibung
Die dem Heiligen Christophorus geweihte Kirche wurde 1625 erbaut und erhielt 1725 ihr heutiges Aussehen. Der Bruchsteinbau erhielt am Westgiebel einen quadratischen Turmaufsatz aus Fachwerk mit spitzem Helm. Auch der Westgiebel wurde in Fachwerkbauweise ausgeführt. In der Westwand ist ein rundbogiges Portal eingelassen, das von zwei Gedenktafeln flankiert wird. Das Kirchenschiff wird von einer einfachen Flachdecke aus Holz überspannt. 
Der Innenraum ist einfach ausgestattet, das wertvollste Inventarstück ist die 1000-jährige Altarplatte. An der Westseite befindet sich die Orgelempore. 
Beim Elbehochwasser 2013 trug die Kirche schwere Schäden davon.  